# Villa Sonneneck
Die Villa Sonneneck in der niedersächsischen Gemeinde Ritterhude, Ringstraße 9, stammt aus den Anfängen des 20. Jahrhunderts. Aktuell (2025) wird sie durch das ASB-Bildungszentrum Ritterhude genutzt.
Das Gebäude steht unter Denkmalschutz (siehe auch Liste der Baudenkmale in Ritterhude).

## Geschichte und Beschreibung
Auf einem Hügel in einem Grünstreifen an der Ritterhuder Ringstraße steht die Villa Sonneneck in der Nähe zur Lesum.
Das zweigeschossige giebelständige verputzte Gebäude auf Kellersockel mit ziegelgedeckten unterschiedlichen Dächern (Krüppelwalm-, Zelt-, Satteldach) und Gauben (Spitz-, Fledermausgauben) wurde 1905 für einen Bremer Kaufmann gebaut. Das Haus wurde asymmetrisch gestaltet, mit einem quadratischen Turm an der Westfassade, dem großen Fachwerkgiebel mit Krüppelwalm und Loggia in der Südfassade, einem halbrunden Erker mit darüberliegendem Balkon und kleinem Fachwerkgiebel in der Ostfassade.
Die Parkanlage mit Rasenflächen und altem Baumbestand sowie Zufahrt zur Villa Sonneneck ist auch denkmalgeschützt.
Das Landesdenkmalamt befand u. a.: „… entspricht mit ihren Außenanlagen dem Typ eines großbürgerlichen Wohnhauses in ländlicher Umgebung als zeittypischer Ausdruck des Konfliktes zwischen Urbanisierung und Natursehnsucht …“